# Michail Ščennikov
Michail Anatoljevič Ščennikov (rusky Михаил Анатольевич Щенников; * 24. prosince 1967, Sverdlovsk) je bývalý sovětský a později ruský atlet.
Jeho specializací byla sportovní chůze. Je čtyřnásobným halovým mistrem světa a trojnásobným halovým mistrem Evropy na trati 5 km a mistrem Evropy v závodě na 20 km. Na letních olympijských hrách v Atlantě 1996 získal stříbrnou medaili v chůzi na 50 km, když lepší byl jen polský chodec Robert Korzeniowski.
Syn Georgij je profesionální fotbalista hrající za PFK CSKA Moskva.

## Osobní rekordy
Hala
- Chůze na 5 km – 18:07,08, Moskva, 14.2. 1995 -  Současný světový rekord a Současný evropský rekord